# カール・ヨーゼフ・フォン・エスターライヒ (1745-1761)
カール・ヨーゼフ・フォン・エスターライヒ（Karl Joseph von Österreich, 1745年2月1日 - 1761年1月18日）は、神聖ローマ皇帝フランツ1世と皇后マリア・テレジアの間の第7子、次男。全名はカール・ヨーゼフ・エマヌエル・ヨハン・ネポムク・アントン・プロコプ（Karl Joseph Emanuel Johann Nepomuck Anton Prokop）。

## 生涯
内気な兄ヨーゼフ・ベネディクトとは反対に社交的で明るい性格だった。加えて魅力的な容姿と知性を兼ね備えたため、両親の愛息子として溺愛され、兄弟姉妹や宮廷人も競ってカール・ヨーゼフの好意や関心を得ようとした。特に母皇后がカール・ヨーゼフばかりを贔屓にしたことは、兄ヨーゼフとの間の不仲を引き起こした。父皇帝の所有するトスカーナ大公国の国主の座を継ぐことが約束されていたが、天然痘に罹患して16歳の誕生日を迎える直前に死去した。トスカーナは弟ペーター・レオポルトが代わりに相続することが決まった。
遺骸はカプツィーナー納骨堂に安置されたが、心臓だけは切り取られてウィーン・アウグスティナー教会内のロレート礼拝堂の、ハプスブルク家の成員の心臓を安置する部屋に保管された。